# 3. Zusatzartikel zur Verfassung der Vereinigten Staaten
Der 3. Zusatzartikel zur Verfassung der Vereinigten Staaten von Amerika ist ein Teil der Bill of Rights.

## Wortlaut
“No Soldier shall, in time of peace be quartered in any house, without the consent of the Owner, nor in time of war, but in a manner to be prescribed by law.”

„Kein Soldat darf in Friedenszeiten ohne Zustimmung des Eigentümers in einem Haus einquartiert werden und in Kriegszeiten nur in der gesetzlich vorgeschriebenen Weise.“

## Geschichte
Der originale Text der US-Verfassung rief einigen Widerstand hervor, weil die Bürgerrechte nicht angemessen garantiert würden. Als Antwort darauf wurde 1789 der dritte Verfassungszusatz zusammen mit dem Rest der Bill of Rights vom US-Kongress vorgeschlagen. Am 15. Dezember 1791 war die Bill of Rights von der notwendigen Anzahl an Bundesstaaten ratifiziert und damit verabschiedet worden.
Es war die Absicht der Gründungsväter der USA, die diesen Verfassungszusatz schrieben, zu verhindern, dass Soldaten noch einmal die Häuser von Bürgern mit Beschlag belegen können, wie es die britischen Soldaten unter dem Schutz des Quartering Act (deutsch: „Einquartierungsgesetz“) vor der Amerikanischen Unabhängigkeitsbewegung getan hatten.

## Einquartierung
Der dritte Verfassungszusatz ist einer der am seltensten zitierten (und manche würden sagen der veraltetsten) Abschnitte der US-Verfassung. Seine Bedeutung hat seit der Amerikanischen Unabhängigkeitsbewegung stark abgenommen.
Der einzige Prozess, in dem ein Bundesgericht darum gebeten wurde, ein Gesetz oder eine Handlung aufgrund des dritten Verfassungszusatzes für ungültig zu erklären, war Engblom v. Carey, in dem der United States Court of Appeals for the Second Circuit (US-Bundesgericht für Rechtsbeschwerden des zweiten Bezirks; zuständig für die Staaten Connecticut, Vermont und New York) 1982 das Urteil fällte. 1979 streikten die Gefängnisbeamten im Bundesstaat New York; sie wurden daraufhin aus ihren vergünstigten Wohnungen, die ihnen als Gefängnisbeamten zustanden, hinausgeworfen und ihre Wohnungen wurden den Nationalgarden – die vorübergehend ihre Arbeit übernommen hatten – zugewiesen. Die Klage der Gefängnisbeamten aufgrund des dritten Verfassungszusatzes wurde mit der Begründung, dass sie nicht die Besitzer dieser Wohnungen seien, abgewiesen. Im Revisionsprozess wurde der Begriff „Besitzer“ jedoch großzügiger interpretiert. Da es keine Präzedenzfälle zum dritten Verfassungszusatz vor dem Supreme Court gegeben hatte, verließ sich der Court of Appeals auf Urteile zum vierten Verfassungszusatz, da sich beide Verfassungszusätze auf Privatrechte beziehen (ersterer auf die Einquartierung, letzterer auf die Beschlagnahme). Man stellte fest, dass der Supreme Court die Auffassung, dass die durch den vierten Verfassungszusatz gewährleisteten Rechte nur für Eigentümer von Besitz gelten würden, zurückgewiesen hatte, indem er feststellte:

“[O]ne who owns or lawfully possesses or controls property will in all likelihood have a legitimate expectation of privacy.”

„[J]emand, der Eigentum hat, rechtmäßig besitzt oder kontrolliert, wird aller Wahrscheinlichkeit nach berechtigterweise eine Privatsphäre erwarten.“

In ähnlicher Weise sprach der Court of Appeals die durch den dritten Verfassungszusatz gewährten Rechte auch den Mietern zu.